# Phillip Dutton

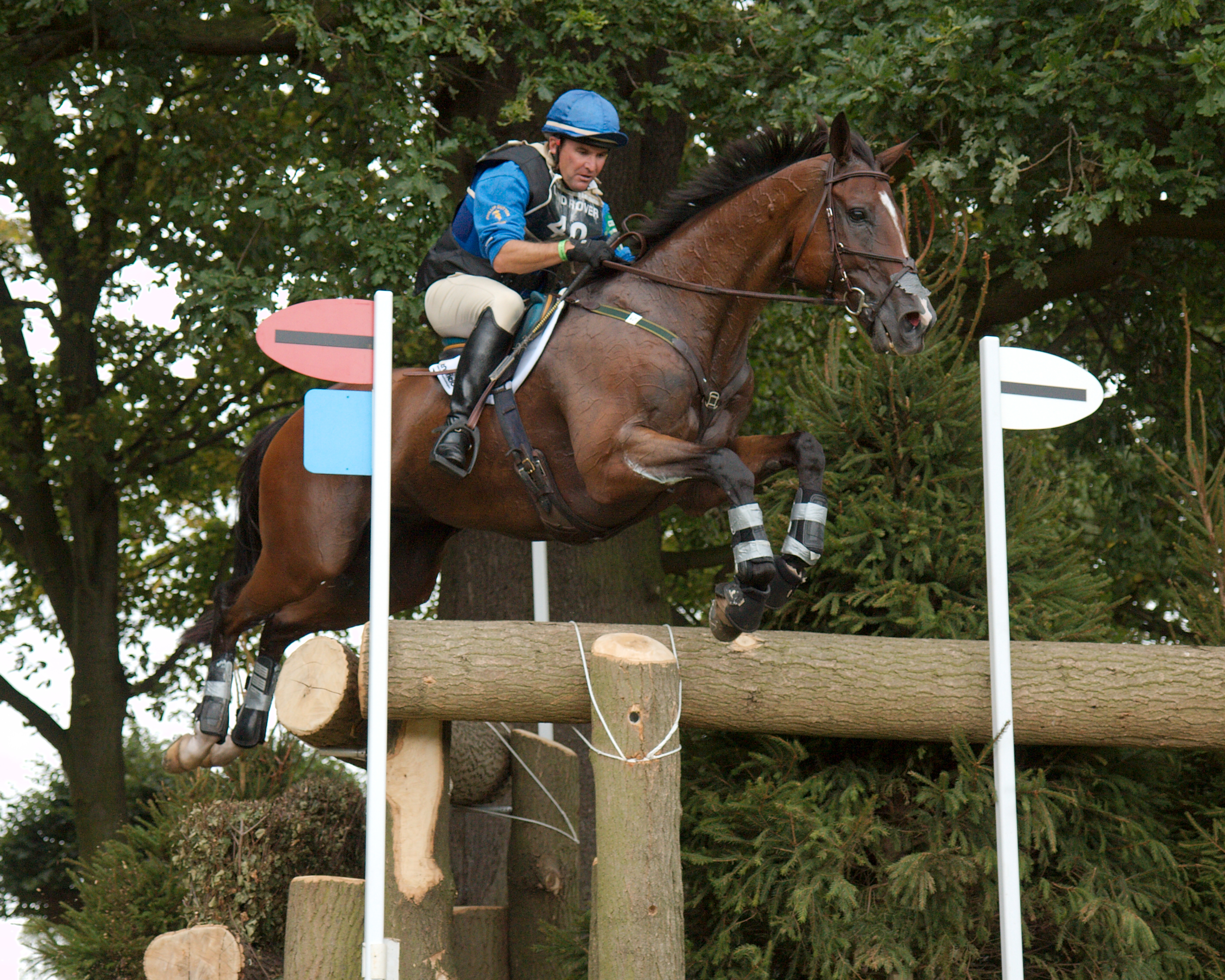
Dutton bei den Burghley Horse Trials 2009

Phillip Peter Dutton, OAM, (* 13. September 1963 in Nyngan, New South Wales) ist ein australischer Vielseitigkeitsreiter, Landwirt und zweifacher Olympiasieger, der seit 2006 für die USA antritt.

## Leben und Wirken
Der Bauernsohn erlernte das Reiten auf dem elterlichen Hof. Seine Mittelschulbildung erhielt er in Sydney, später machte er einen Abschluss in Agronomie. 1991 ließ er sich in den USA nieder, um sich beim wettkampfmäßigen Reiten einer größeren Konkurrenz zu stellen. Bei den Olympischen Spielen 1996 in Atlanta gehörten er und sein Pferd True Blue Girdwood zum australischen Team, das die Goldmedaille gewann. Diesen Erfolg wiederholte er vier Jahre später in Sydney (auf House Doctor).
1998 sowie 2000 bis 2007 wurde Dutton vom amerikanischen Verband der Vielseitigkeitsreiter zum Reiter des Jahres gewählt, 2005 wählte ihn der Weltreitverband FEI zum weltbesten Reiter des Jahres. 2006 gab Dutton bekannt, dass er die amerikanische Staatsbürgerschaft angenommen hat. Seitdem tritt der auch im Sport für die Vereinigten Staaten an und bestritt im selben Jahr mit den Weltreiterspielen 2006 sein erstes Championat für die USA. 2007 ging er beim Rolex Kentucky Three Day erstmals für die USA an den Start, im selben Jahr gewann er bei den Panamerikanischen Spielen in Rio de Janeiro die Goldmedaille in der Teamwertung (auf Truluck). 2008 gelang ihm der erste Sieg beim Rolex Kentucky Three Day.
Phillip Dutton war von 1996 bis 2020 bei allen Olympischen Spielen am Start, auch nahm er an allen Weltreiterspielen von 1994 bis 2014 teil. Mit Mighty Nice gewann er bei den Olympischen Sommerspielen 2016 in Rio de Janeiro die Bronzemedaille in der Einzelwertung, während die Mannschaft aufgrund des Ausscheidens von zwei Reitern im Gelände platzte. Damit errang Dutton zwei Einzelmedaillen seiner Karriere im Reitstadion von Deodoro.
Dutton lebt mit seiner Ehefrau und drei Töchtern in Avondale im US-Bundesstaat Pennsylvania und betreibt einen Bauernhof.

## Erfolge
- Olympische Sommerspiele:
  - 1996, Atlanta: mit True Blue Girdwood 1. Platz mit der australischen Mannschaft
  - 2000, Sydney: mit House Doctor 1. Platz mit der australischen Mannschaft
  - 2004, Athen: mit Nova Top 13. Platz in der Einzelwertung und 6. Platz mit der australischen Mannschaft
  - 2008, Hongkong: mit Connaught 7. Platz mit der US-amerikanischen Mannschaft
  - 2012, London: mit Mystery Whisper 23. Platz in der Einzelwertung und 7. Platz mit der US-amerikanischen Mannschaft
  - 2016, Rio de Janeiro: mit Mighty Nice 3. Platz in der Einzelwertung und 12. Platz mit der US-amerikanischen Mannschaft

- Weltreiterspiele:
  - 1994, Den Haag: mit True Blue Girdwood 18. Platz in der Einzelwertung und 4. Platz mit der australischen Mannschaft
  - 1998, Den Haag: mit True Blue Girdwood 18. Platz in der Einzelwertung
  - 2002, Jerez de la Frontera: mit House Doctor 5. Platz in der Einzelwertung (Einzelreiter außerhalb der australischen Mannschaft)
  - 2006, Aachen: mit Connaught 30. Platz in der Einzelwertung (Einzelreiter außerhalb der US-amerikanischen Mannschaft)
  - 2010, Lexington KY: mit Woodburn 18. Platz in der Einzelwertung und 4. Platz mit der US-amerikanischen Mannschaft
  - 2014, Haras du Pin/Caen: mit Trading Aces in der Einzelwertung aufgegeben, 10. Platz mit der US-amerikanischen Mannschaft

- Asien-Pazifik-Meisterschaften:
  - 2003, Blenheim: mit Nova Top 1. Platz in der Einzelwertung und 1. Platz mit der australischen Mannschaft

- Panamerikanische Spiele:
  - 2007, Rio de Janeiro: mit Truluck 2. Platz in der Einzelwertung und 1. Platz mit der US-amerikanischen Mannschaft
  - 2015, Toronto: mit Fernhill Fugitive 10. Platz in der Einzelwertung und 1. Platz mit der US-amerikanischen Mannschaft[2]